# Utricularia leptoplectra
Utricularia leptoplectra — вид рослин із родини пухирникових (Lentibulariaceae).

## Біоморфологічна характеристика
Наземний або підводний багаторічник, трав'яниста рослина, у висоту 15–50 см. Квітки синьо-пурпурні, з травня по червень. 

## Середовище проживання
Цей вид є ендеміком Австралії, де він зустрічається в північних частинах як Північної території, так і Західної Австралії.
Цей вид зустрічається на околицях великих прісноводних лагун, які проростають під водою, коли рівень води високий, але цвіте, коли вода спадає, він також росте в гільгаях (сезонні западини в природних хвилястих ландшафтах і іноді в порушених районах, таких як піщані шахти, що ростуть у воді над піском), сезонно затоплені осокові болота Melaleuca viridiflora і Grevillea pteridifolia.

## Використання
Цей вид культивується невеликою кількістю ентузіастів роду, комерційна торгівля незначна.